# 凉水河子镇
凉水河子镇，是中华人民共和国吉林省通化市柳河县下辖的一个乡镇级行政单位。

## 行政区划
凉水河子镇下辖以下地区：
凉水河子社区、凉东村、凉西村、平岗村、回头沟村、姚大房村、腰站村、大西岔村、双兴村、太和村和平安堡村。